# Freihof (Büchlberg)
Freihof ist ein Gemeindeteil von Büchlberg im niederbayerischen Landkreis Passau.

## Einwohner
Die Einöde hat insgesamt 13 Einwohner.